# Малка Нидже
Малка Нидже е планина в западната част на Егейска Македония, Гърция. Хребетът ѝ се простира от югоизток на северозапад, разделяйки Петърското и Островското езеро от котловината Пелагония. Най-високият ѝ връх Пиперица (Πιπερίτσα) достига 1991 метра надморска височина. На север река Брод отделя планината от хребета Старков гроб, а на североизток прелива в Нидже (Ворас). В Гърция Малка Нидже не е схващана като отделна планина, а като част от Нидже.
В западното подножие на планината са големите села Сетина, Забърдени, Баница, Церово, а в източното - Чеган, Горничево и Петърско.